# كريستوف لاغرانج
كريستوف لاغرانج (بالفرنسية: Christophe Lagrange)‏ هو لاعب كرة قدم فرنسي، ولد في 24 أكتوبر 1966 في الأردين في فرنسا. لعب مع نادي أنجيه ونادي سانت إتيان ونادي لانس ونادي لوهافر.

## وصلات خارجية
- كريستوف لاغرانج على موقع قاعدة بيانات كرة القدم.إي يو (الإنجليزية)